# 国鉄チコ1280形貨車
国鉄チコ1280形貨車（こくてつチコ1280がたかしゃ）は、かつて日本国有鉄道（国鉄）の前身である鉄道省に在籍した10 t 積みの長物車である。
本形式と同様の経歴を持つチコ1600形、フチコ1660形についても本項目で解説する。

## 概要
1943年（昭和18年）4月1日に樺太の内地編入に伴い、樺太庁から鉄道部門（樺太庁鉄道）が鉄道省（樺太鉄道局）に移管された。この際同時にチコ1280形 16両（チコ1280 - チコ1295）、チコ1600形 29両（チコ1600 - チコ1622、チコ1623 - チコ1629）、フチコ1660形 30両（フチコ1660 - チム1689）の3形式の車籍も鉄道省に編入された。
チコ1280形は、10 t 積み二軸車であり、チコ1600形、フチコ1660形は、10 t 積み二軸ボギー車である。
1944年（昭和19年）にチコ1280形はチ1280形に改名されたが、チコ1600形、フチコ1660形は、形式名、番号共に樺太庁時代のまま運用されたと思われる。
戦局の悪化により樺太は車両残留のまま放棄され1945年（昭和20年）に除籍となり形式消滅となった。